# Danh sách OVA của Thám tử lừng danh Conan

The cover of the first DVD compilation for the Shōnen Sunday Original Animation of the Detective Conan series released by Shogakukan

## OVA

### Shōnen Sunday Original animation
| Số OVA | Tiêu đề | Ngày phát hành |  |
| ------ | --- | -------------- |  |
|        | |                |  |
| 1      | "Thám tử Conan: Cuộc đối đầu giữa Conan, Kid và Yaiba" "Conan tai Kiddo tai Yaiba Hōtō Soudatsu Daikessen" (コナンvsキッドvsヤイバ 宝刀争奪大決戦!!)                         | 2000           |  |
| 2      | "Thám tử Conan: 16 nghi phạm" "Jūrokunin no Yōgisha!?" (16人の容疑者!?) | 2002           |  |
| 3      | "Conan, Heiji và Cậu bé mất tích" "Conan to Heiji to Kieta Shōnen" (コナンと平次と消えた少年)                                                                                | 2003           |  |
| 4      | "Conan, Kid và Crystal Mother" "Conan to Kiddo to Kurisutaru Mazā" (コナンとキッドとクリスタル·マザー)                                                                       | 2004           |  |
| 5      | "Mục tiêu là Mouri ! Vụ điều tra bí mật của Đội thám tử nhí" "Hyōteki wa Mōri Kogorō!! Shōnen Tanteidan Maruhi Chōsa" (標的は毛利小五郎!!少年探偵団マル秘調査)               | 2005           |  |
| 6      | "Vụ án viên kim cương biến mất ! Conan, Heiji đối đầu Kid" "Kieta Daiya o Oe! Konan, Heiji vs Kiddo" (消えたダイヤを追え!コナン·平次vsキッド)                                | 2006           |  |
| 7      | "Lời thách đố của tiến sĩ ! Agasa đối đầu Conan và Đội thám tử nhí" "Agasa Kara no Chōsenjou! Agasa vs. Conan & Shōnen Tanteidan" (阿笠からの挑戦状!阿笠vsコナン&少年探偵団) | 2007           |  |
| 8      | "Kịch bản của nữ thám tử trung học Suzuki Sonoko" "Joshi Kōsein Tantei Suzuki Sonoko no Jikenbo" (女子高生探偵 鈴木園子の事件簿)                                             | 2008           |  |
| 9      | "Sự biến đổi kì dị mười năm sau" "10nen go no i Hōjin" (10年後の異邦人) | 2009           |  |
| 10     | "Kid ở hòn đảo cạm bẫy" "Kiddo In Torappu Airando" (キッドイントラップアイランド)                                                                                            | 2010           |  |
| 11     | "Mật lệnh từ Luân Đôn" "Rondon Kara no hi Shirei" (ロンドンからの秘指令) | 2011           |  |
| 12     | "Huyền Thoại Thanh Gươm Excalibur" "E Kusu Kariba ano Kiseki" (えくすかりばあの奇跡)                                                                                         | 2012           |  |

### Magic File
| Số Magic File | Tiêu đề | Ngày phát hành      |  |
| ------------- | --- | ------------------- |  |
|               | |                     |  |
| 1             | "Thám tử lừng danh Conan Magic File" "Meitantei Conan Magic File" (名探偵コナン Magic File) | 11 tháng 4 năm 2007 |  |
| 2             | "Thám tử lừng danh Conan Magic File 2 "Kudou Shinichi và bức tường đen bí ẩn"" "Meitantei Conan Magic File 2 ～Kudō Shinichi Nazo no Kabe to Kuro Rabu Jiken～" (名探偵コナンMagic File 2 ～工藤新一 謎の壁と黒ラブ事件～)         | 19 tháng 4 năm 2008 |  |
| 3             | "Thám tử lừng danh Conan Magic File 3 "Shinichi và Ran – Bài mạt chược và hồi ức thất tịch"" "Meitantei Conan Magic File 3 ～Shinichi to Ran・Maajan Pai to Tanabata no Omoide～" (新一と蘭・麻雀牌と七夕の思い出～)               | 18 tháng 4 năm 2009 |  |
| 4             | "Thám tử lừng danh Conan Magic File 4 "Cuộc phiêu lưu Okonomiyaki ở Osaka"" "Meitantei Conan Magic File 4 ～Osaka Okonomiyaki Odessei～" (名探偵コナン Magic File 4 ～大阪お好み焼きオデッセイ～)                                  | 17 tháng 4 năm 2010 |  |
| 5             | "Thám tử lừng danh Conan Magic File 2011 "Niigata – Tokyo, hành trình của món quà lưu niệm"" "Meitantei Conan Magic File 2011 ～Niigata ~ Tōkyō Omiyage Kapurichio～" (名探偵コナン Magic File 2011 ～新潟～東京 おみやげ狂騒曲～) | 16 tháng 4 năm 2011 |  |
| 6             | "Thám tử lừng danh Conan Magic File 2012 "Bông hoa trên sân cỏ"" "Meitantei Conan Magic File 2012 ～Fantasista Flower～" (名探偵コナン Magic File 2012 ～ァンタジスタの花～)                                                       | 14 tháng 4 năm 2012 |  |

### Tập đặc biệt
| Trên TV | Tên tập phim | Ngày phát sóng |  |
| ------- | --- | -------------- |  |
|         | |                |  |
| —       | "Lupin III đối đầu Thám tử Conan" "Rupan Sansei vs Meitantei Konan" (ルパン三世 vs 名探偵コナン)                                                                                           | 27/3/ 2009     |  |
| —       | "Thám tử lừng danh Conan tập đặc biệt: Ngày sinh bí mật của Siêu trộm Kid" "Meitantei Conan Supesharu 「Kaitō Kiddo Tanjou no Himitsu」" (名探偵コナンスペシャル 「怪盗キッド誕生の秘密」) | 24/4/ 2010     |  |

## Phát hành Secret File
| Secret File Vol.# | Secret File Vol.# | Tập                 | Ngày phát hành      | Ref.   |
| ----------------- | ----------------- | ------------------- | ------------------- | ------ |
|                   | Volume 1          | OVA 1–3             | 24 tháng 3 năm 2006 | [ 21 ] |
| Volume 2          | OVA 4–5           | 24 tháng 3 năm 2006 | [ 22 ]              |        |
| Volume 3          | OVA 6–7           | 4 tháng 4 năm 2008  | [ 23 ]              |        |
| Volume 4          | OVA 8–9           | 9 tháng 4 năm 2010  | [ 24 ]              |        |